# Arsène Dumont
Arsène Dumont (La Cambe, 1849 - Paris, 1902) est un démographe français du XIXe siècle, notamment connu pour son concept de « capillarité sociale ».

## Biographie
Fils d'un huissier d'Isigny, dans le Calvados, Arsène Dumont étudia d'abord le droit. Après des débuts professionnels obscurs, il suivit les conférences de l'École d'anthropologie de Paris, ouverte en 1877, où il se passionna pour la démographie. Ses premières publications datent de 1884, et concernent l'évolution démographique de populations clairement délimitées : cantons, îles, catégories sociales ou minorités ethniques. Pour cela, sa première tâche consistait en un recensement minutieux, sur tout le XIXe siècle, de la population qu'il se proposait d'étudier ; il menait ensuite une enquête de terrain, et comparait ses résultats aux recensements plus anciens. Ses travaux n'étaient pas subventionnés en général, hormis l'enquête qu'il mena dans le Lot-et-Garonne, qui obtint un financement sur intervention de Bertillon et Levasseur.
C'est ainsi que Dumont prit conscience, entre autres, de la dénatalité en France et de ses conséquences politiques à long terme. Il explore les mécanismes de ce phénomène et avance quelques explications dans son premier grand essai : « Dépopulation et Civilisation » (1890).
Dumont dut souvent convaincre pour obtenir l'accès aux archives, publiques ou privées. Ainsi, au cours de ses travaux en province, il constata la destruction de documents ayant une valeur capitale pour la science démographique : sous l'injonction d'une circulaire ministérielle, on détruisait, en effet, comme « papiers inutiles » les documents relatifs aux recensements antérieurs à 1836. Dumont se munit d'une lettre d'introduction pour intervenir auprès du ministre Léon Bourgeois. Plus tard, en 1901, fut constituée à Paris une commission extra-parlementaire de 71 membres chargée d'étudier le problème de la dépopulation française. Dumont y fut nommé l'un des derniers grâce à l'intervention de Manouvrier.
Personnage sans concession, excédé par le népotisme et l'entre-soi, Dumont vécut le plus souvent sur les rentes de son patrimoine, et n'obtint de situation stable qu'à la fin de l'année 1896, et encore pour peu de temps : le Dr Letourneau laissant vacante la chaire de Sociologie de l'Ecole d'Anthropologie, on lui confia son remplacement ; mais, comme il n'était pas médecin, il ne fut jamais titularisé.
Le 31 mai 1902, jour du terme du dernier mois où il pouvait payer son hôtel, Arsène Dumont était ruiné. Il visita plusieurs pharmacies, se procurant dans chacune d'elles de petites quantités de chloroforme. Quand il en eut assez, il regagna sa chambre, mit la dernière main à ses papiers et aux lettres d'adieu qu'il préparait depuis plusieurs jours, et s'asphyxia avec le chloroforme.

## Théorie de la capillarité sociale
Dumont pose en principe que tout individu qui est parvenu à satisfaire ses besoins primaires, cherche de toutes ses forces à améliorer sa position sociale :

« Tout homme tend à s'élever des fonctions inférieures de la société à celles qui sont au-dessus. (...) Guidée par un instinct infaillible et fatal, chaque molécule sociale s'efforce avec toute l'énergie qui peut lui rester disponible, sa conservation une fois assurée, et sans se soucier de ses semblables autrement que pour les dépasser, à monter sans cesse vers un idéal lumineux qui la séduit et l'attire, comme l'huile monte dans la mèche de la lampe. Plus le foyer est ardent et brillant, plus cette capillarité sociale est active et dévorante. »

— A. Dumont, Dénatalité et civilisation (1890).
Or, poursuit Dumont, le principal obstacle à l'épanouissement de cet élan est d'avoir des enfants : c'est la progéniture qui fait obstacle à l'ascension sociale. D'où il suit que la natalité est élevée dans les milieux où, par suite de restrictions (subsistance, mobilité géographique), les possibilités de promotion sociale sont faibles ; et a contrario, la dénatalité frappe les territoires où l'individu jouit d'une relative abondance matérielle et peut aspirer à s'élever « soit en valeur, soit en jouissance » ; autrement dit, « le développement de la race en nombre est en raison inverse du développement individuel en valeur ou en jouissances.»
Prolongeant les idées d'un Cl.-M. Raudot, Dumont juge que la centralisation, caractéristique de la politique en France depuis le Moyen Âge, est préjudiciable à la natalité ; car, si elle élève l'éducation générale de la nation, elle favorise la promotion sociale d'un grand nombre d'individus en les attirant vers la capitale, et les dissuade de s'établir et de fonder un foyer quand ils sont encore jeunes.

## Lutte contre la dénatalité de la France
Dans ses ouvrages successifs, Dumont envisage différentes mesures gouvernementales pour combattre la dénatalité : avantages sociaux et matériels accordés aux jeunes couples, ainsi qu'aux parents de plus quatre enfants ; enquêtes systématiques de paternité ; interdiction du régime monacal et plus généralement, extinction des religions ; promotion des fonctionnaires dans leur région d'origine, pour combattre la centralisation administrative ; lutte contre l'alcoolisme.

## Réception de ses idées
Les contemporains de Dumont avaient peu d'estime pour son système sociologique. Manouvrier rappelle, par exemple, que c'est à l'École d'anthropologie que Dumont « acquit les notions biologiques et psychologiques afférentes à la sociologie. Sans avoir été absolument versé dans ces matières, il s’en assimila des idées générales... » Dans sa recension de la monographie de Dumont sur la population du Lot-et-Garonne, le malthusianiste Paul Robin déclarait :« Les chiffres de M. Dumont sont très intéressants, très scientifiques mais ses appréciations sont purement sentimentales. »
J. Sutter, s'il salue l'action de Dumont en faveur de la collecte systématique de données quantitatives, lui reproche d'avoir négligé plusieurs pistes importantes pour la sociologie des populations :
- quoiqu'il se dise l'élève de Bertillon, il n'a pas cherché de corrélation entre la profession d'un père et celle de ses enfants ; or, Bertillon avait bien indiqué que les pères, à la Belle Epoque, limitaient la dimension de leur famille selon le métier qu'ils désiraient faire apprendre à leurs enfants ;
- il n'a apporté aucune donnée à l'appui de ses affirmations sur l'influence des pratiques religieuses sur la natalité.

Plus généralement, Sutter relève que Dumont n'a pas cherché à appuyer son intuition d'une capillarité sociale par des données quantitatives : ce travail ne sera engagé qu'avec Livio Livi.